# 傑列夫尼揚卡河
代雷夫尼揚卡河（烏克蘭語：Деревнянка），是烏克蘭西部的河流，屬於斯維尼亞河的左支流。該河發源自希特列伊基西南面，流經利維夫州的亞沃里夫區和利維夫區，河道全長36公里，流域面積150平方公里。